# Protestkunst

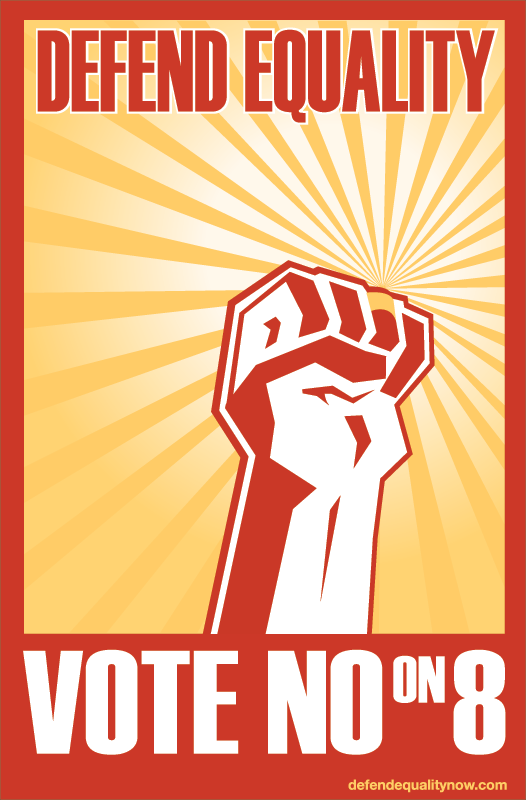
Een poster tegen Proposition 8

Protestkunst is een brede term die verwijst naar creatieve werken die geproduceerd worden door activisten en sociale bewegingen. Er zijn ook hedendaagse en historische werken en stromingen die op deze manier kunnen worden gekarakteriseerd.
Sociale bewegingen produceren werken zoals de borden, spandoeken, posters en andere gedrukte materialen die worden gebruikt om een bepaalde oorzaak of boodschap over te brengen. Vaak wordt dergelijke kunst gebruikt als onderdeel van demonstraties of daden van burgerlijke ongehoorzaamheid. Deze werken zijn meestal kortstondig en zijn vaak niet gesigneerd of eigendom van een persoon. Er worden vaak vredessymbolen gebruikt (zoals de verhoogde vuist).
Protestkunst omvat ook prestaties, locatiespecifieke installaties, graffiti en straatkunst en overschrijdt de grenzen van kunstgenres, media en allerlei kunstdisciplines. Hoewel sommige protestkunst wordt geassocieerd met geschoolde en professionele kunstenaars is een uitgebreide kennis van kunst niet vereist om deel te nemen aan protestkunst. Protestartiesten omzeilen vaak de kunstwereldinstellingen en het commerciële galeriesysteem in een poging een breder publiek te bereiken. Bovendien is protestkunst niet beperkt tot één regio of land, maar is het eerder een methode die over de hele wereld wordt gebruikt.
Er zijn daarnaast politiek geladen kunstwerken, zoals Picasso's Guernica of Susan Crile's beelden van martelingen in Abu Ghraib, die tot protestkunst gerekend kunnen worden.

## Geschiedenis
Naarmate het bewustzijn van sociale rechtvaardigheid over de hele wereld meer algemeen werd onder het publiek, kan een toename van protestkunst worden waargenomen. Enkele van de meest kritisch effectieve kunstwerken van de afgelopen periode  werden buiten de galerie en buiten het museum gehouden en op die manier heeft protestkunst een andere relatie met het publiek gevonden.

## Collecties
Het Center for the Study of Political Graphics in Los Angeles bevat meer dan 85.000 posters en heeft de grootste verzameling aan sociale rechtvaardigheidsposters van de Tweede Wereldoorlog in de Verenigde Staten en heeft de op een na grootste collectie ter wereld. Meerdere universiteitsbibliotheken hebben uitgebreide collecties waaronder de Joseph A. Labadie-collectie aan de Universiteit van Michigan die de geschiedenis van sociale protestbewegingen en gemarginaliseerde politieke gemeenschappen vanaf de 19e eeuw tot heden documenteert.